# 亞瑟·博耶

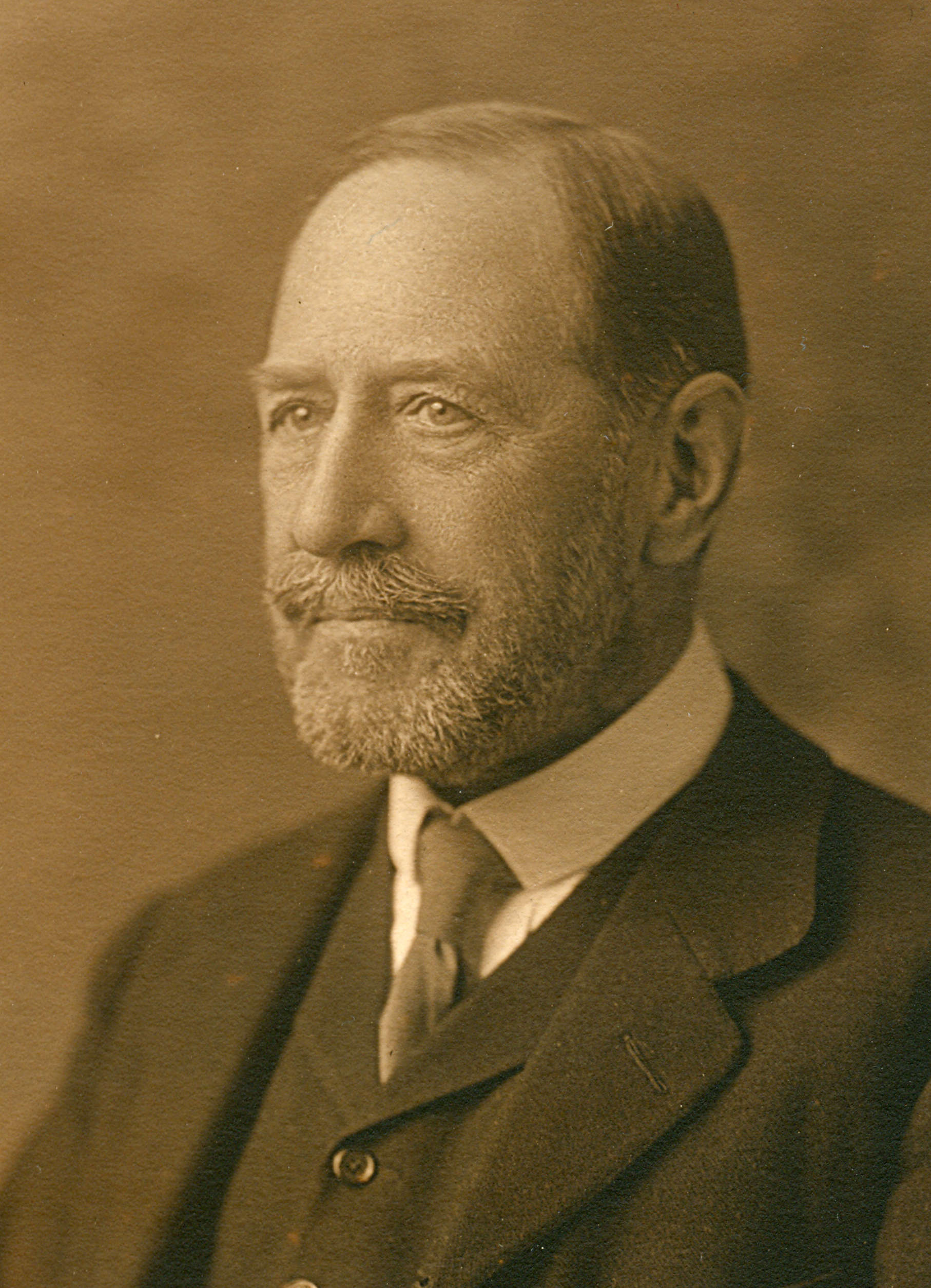
亞瑟·博耶

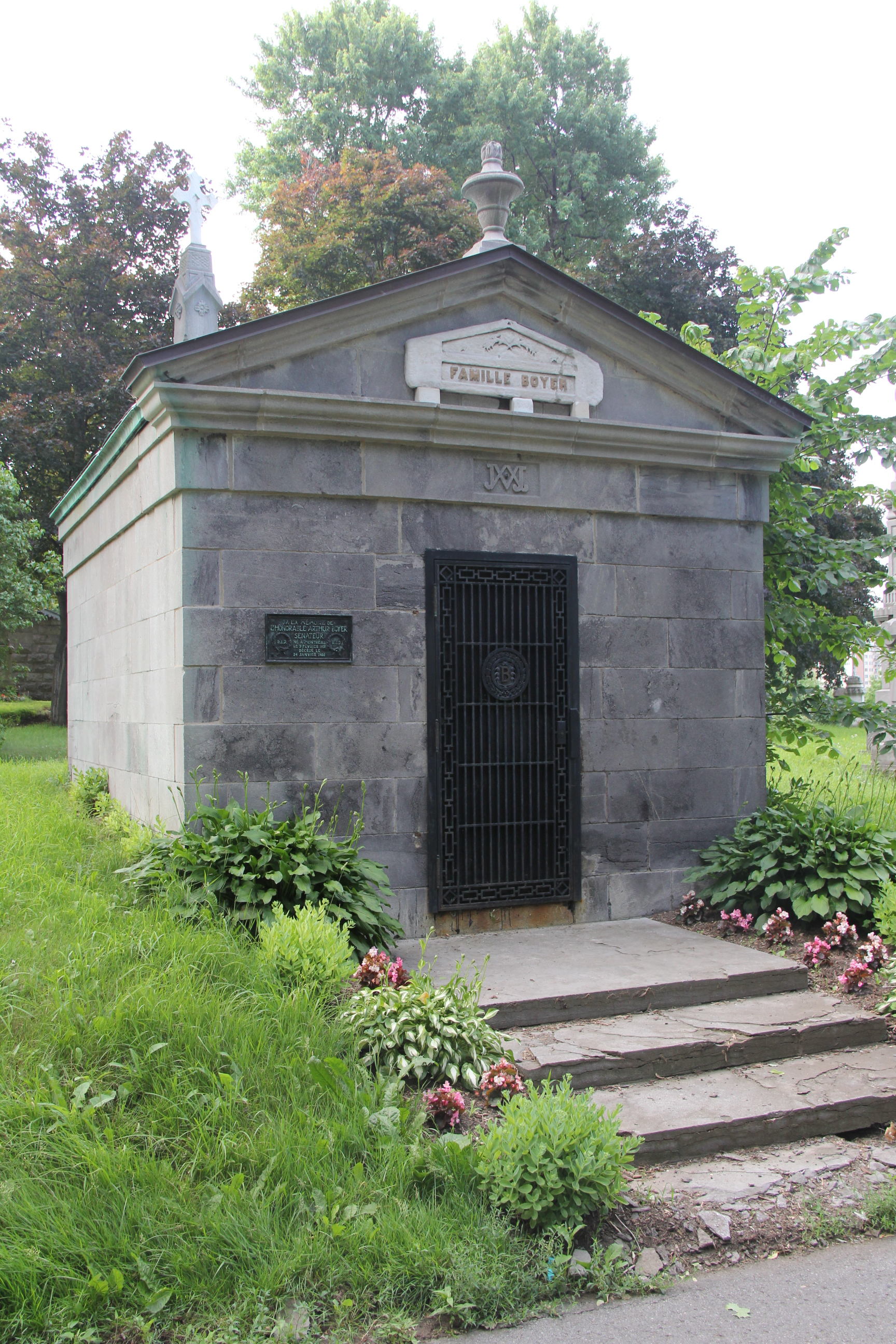
亞瑟·博耶在Notre Dame des Neiges Cemetery墓地。

亞瑟·博耶（1851年2月9日—1922年1月24日），加拿大魁北克省政治家。
出生在加拿大东部的蒙特利尔，父親是路易斯·博耶。在伦敦大学畢業後，他在1884年当选为魁北克省议會雅克 - 卡地亞选区議員，加入魁北克自由党，其後亦參與了1886年和1890年的选举。 1890年，他被任命为内阁的不管部部长。但他在1892年的选举落敗，且在1896年再次於加拿大下議院選舉落敗，當時他是作為加拿大自由党雅克 - 卡地亞选区候选人。
他死于1922年，被安葬在Notre Dame des Neiges Cemetery中。 他的弟弟路易斯·阿爾方斯·博耶也是一名政治家。
他有两个女儿，其中之一與加拿大陆军医疗队创始人第二十二皇家军团上校亚瑟·米尼欧结婚。

## 参看
- 魁北克政治